# Mùi cỏ cháy
Mùi cỏ cháy é um filme de drama vietnamita de 2012 dirigido e escrito por Nguyen Huu Muoi e Nhuan Cam Hoang. Foi selecionado como representante do Vietnã à edição do Oscar 2013, organizada pela Academia de Artes e Ciências Cinematográficas.